# 레프 트로츠키
레프 다비도비치 트로츠키(러시아어: Лев Дави́дович Тро́цкий듣기 (도움말·정보), 문화어: 레프 뜨로쯔끼, 1879년 10월 26일(그레고리력)/11월 7일(율리우스력) ~ 1940년 8월 21일)는 러시아의 혁명가이자 사상가이자 노동운동가로, 정치적으로는 소련 전 군무해사인민의원(1918~1925)을 역임하였고 외교관, 정치 이론가로 활동하기도 했다. 그는 1905년 혁명과 10월 혁명, 러시아 내전의 한 가운데 있었으며 블라디미르 레닌과 함께 러시아의 사회주의 혁명을 주도하여 소련이 건국되는 데 지대한 영향을 미쳤다. 이 두명은 1917년부터 1924년 이오시프 스탈린이 집권할 때까지 소련에서 가장 유력한 인물이었다. 이념적으로 마르크스주의자이자 레닌주의자였던 트로츠키는 자신의 사상을 한데 모아 정립하였는데, 이를 편의상 트로츠키주의라고 한다.
레프의 영어식 이름을 따서 레온 트로츠키(Leon Trotsky)라고도 부른다. 트로츠키는 필명이며, 본명은 레프 "레이바" 다비도비치 브론시테인(러시아어: Лев "Ле́йба" Давидович Бронштéйн)이다.
당시 러시아 제국령이였던 우크라이나의 부유한 유대인 가정에서 태어난 트로츠키는 1898년 러시아 사회민주노동당에 입당하면서 정치활동에 투신하였다. 그는 혁명활동을 했다는 혐의로 체포되어 시베리아로 추방되었지만, 1902년에 런던으로 탈출하고 그곳에서 블라디미르 레닌을 만나 당 기관지 이스크라에 글을 투고하는 등의 활동을 이어갔다. 트로츠키는 1903년 러시아 사회민주노동당 제2차 당 대회에서 레닌의 볼셰비키에 반대하면서 멘셰비키에 가담했으나, 1904년에 그들과 결별하고 자신을 어느 파벌에도 속하지 않는다고 선언하였다. 1905년 혁명 동안 트로츠키는 러시아로 돌아와 상트페테르부르크 소비에트의 의장으로 선출되어 활동했다. 이후 그는 다시 시베리아로 추방되었으나 1907년에 탈출하여 유럽과 미국을 전전하였고, 1917년 2월 혁명이 일어나자 러시아로 귀국하여 그해 7월 볼셰비키에 공식적으로 입당한다.
페트로그라드 소비에트의 의장으로서 그는 10월 혁명을 이끌었고, 레닌의 신정부에서 인민외교위원회 위원으로 임명되어 브레스트-리토프스크 조약을 체결함으로써 제1차 세계 대전에서 러시아의 참전을 종결지었다. 이후 러시아 내전이 일어나자 트로츠키는 군무해사인민의원을 재임하면서 붉은 군대를 창설하고 사회주의 혁명의 최전선에서 앞장서 싸우면서 마침내 내전을 승리로 이끌었다. 1922년, 소련 건국 이후 레닌은 트로츠키와 함께 관료주의적 경향에 반대하는 세력을 만들었으며 그에게 여러 차례 자신의 후계자가 되라고 제안했지만 트로츠키는 이를 번번히 거절했다. 1923년부터 트로츠키는 레닌의 신경제정책을 반대하는 당의 좌익반대파를 이끌었다.
1924년에 레닌이 사망한 이후 트로츠키는 권력을 장악한 이오시프 스탈린의 가장 유력한 라이벌로 떠오르게 되었다. 그렇지만 트로츠키는 곧 지노비예프 및 카메네프와 연합한 스탈린에게 정치적으로 압도당했고, '인민의 적'으로 몰려 1926년에 정치국에서, 1927년에는 당에서 제명되기에 이르렀으며 1929년에 아예 타국으로 추방당하였다. 그는 1937년 멕시코에 정착하기 전까지 튀르키예, 프랑스, 노르웨이를 전전하였다. 망명 도중에도 트로츠키는 스탈린의 일국사회주의론에 반대하면서 세계의 공산주의 혁명을 계속 진전할 것을 촉구하는 국제사회주의론에 대한 저서를 집필하고 이를 체계화하였다. 그가 주장한 연속혁명론은 사회주의 혁명이 선진적인 자본주의 국가들로 확산되어야 한다고 주장하며 일부 좌파들의 호응을 얻었다. 이후 트로츠키는 1936년 자신의 저서 「배반당한 혁명: 소련이란 무엇이며 어디로 가고 있는가?)」에서 스탈린 치하의 소련이 고립된 결과로 "타락한 노동자국가"가 되었다고 비판했으며, 1938년에는 소련 주도의 코민테른에 대한 대안으로 제4인터내셔널을 설립하였다. 트로츠키의 세계혁명이론은 서유럽의 공산주의 지식인들과 혁명가들에게 혁명이론으로 지지를 받았다. 이후에도 계속해서 멕시코에서 활동을 이어나가던 트로츠키는 1940년 멕시코시티에 있는 자택에서 스탈린이 사주한 암살자 라몬 메르카데르에 의해 등산용 피켈로 살해당하면서 파란만장한 생애를 마쳤다.
스탈린 치하에서 공식적으로 기록말살형을 당한 트로츠키는 이후 지도자들에 의해 정치적으로 복권되지 못한 몇 안되는 인물 가운데 한명이었다. 서구권에서, 트로츠키는 이오시프 스탈린의 마르크스-레닌주의와 전체주의에 맞서 보다 민주적이고 국제주의적인 형태의 사회주의를 지지하였고 마르크스주의와 레닌주의에 대한 기여 덕분에 반스탈린주의 좌파의 영웅으로써 여겨지기도 한다. 그가 전시에 벌인 적색 테러와 같은 행위 중 일부는 비록 가혹했으며 논란의 여지가 있기도 하지만, 학자들은 대체로 그의 지도력을 볼셰비키의 역사적 인물들 사이에서도 높게 평가하며 소련의 건국과 발전에 있어 군사-경제적 부문에 관여한 공로를 인정하고 있다.

## 생애

### 출생과 유년기
우크라이나의 부유한 농가에서 유대인의 아들로 태어났으며 1898년 남부 노동자 동맹을 조직했다가 체포돼 시베리아로 유형당했다가 1902년 탈출에 성공하게 된다.
이 과정에서 오데사 감옥의 '트로츠키'라는 간수의 이름을 가명으로 사용한 것을 계기로 트로츠키는 평생 이름이 되었다. 그 뒤 런던에서 혁명가 레닌과 처음 만났다. 초기에는 레닌의 훌륭한 조력자로 '레닌의 곤봉'이라는 별명까지 얻지만, 곧 농민 문제, 당 운영, 사회주의 조직화 등의 문제에 있어서 레닌의 뜻과 자주 충돌했기에 멘셰비키에 가담함으로써 레닌과 오랜 반목이 시작된다.
1905년 러시아로 돌아온 그는 페테르부르크 소비에트 의장이 된후 다시 체포되지만 곧 탈출한다. 이후 유럽에서 활동하면서 멘셰비키와 볼셰비키의 통합을 도모하나 실패하고 미국으로 망명한다.

### 정치 활동

#### 혁명 활동
트로츠키는 러시아 사회민주노동당의 주요한 당원 중 하나였으나, 어느 한 분파에 고정적으로 몸담지 않았다. 1912년 비엔나 회의를 주도하여 8월 블록을 형성하였고, 레닌과 극심하게 대립하였으나, 정작 비엔나 회의의 목표인 분파 통합을 달성하지 못 했다. 이후 해외를 전전하다가 1917년 러시아의 노동자들과 농민들이 주도한 민중혁명인 2월 혁명 후 러시아로 귀국한 트로츠키는 전쟁 반대와 임시정부 타도 투쟁을 벌이다가 볼셰비키당에 정식으로 입당하고, 페트로그라드 소비에트 의장으로 선출된다.
이어 무장봉기를 조직해 10월 혁명을 성공으로 이끈 뒤 소비에트 러시아의 외무장관이 된다. 1918년 붉은군대 즉, 적군(赤軍)을 창건, 황제파인 백군(白軍)과의 내전을 승리로 이끌고 1919년 코민테른 선언문을 기초한다.
영국 역사학자 폴 존슨에 따르면 그는 차르를 따르는 장교의 아내와 자식들을 인질로 잡고, 소비에트의 명령을 따르지 않으면 그들을 쏴 죽이겠다고 위협한 최초의 인물이다. 트로츠키는 자기편에게도 동일하게 가혹한 조치를 취했는데 퇴각하는 인민 위원이나 붉은 군대 지휘관들을 쏴죽였고 병사들 열명 중에 한명 꼴로 죽였다. 또한 크론슈타트 반란을 진압하였고, 마지막에는 독가스 공격까지 준비하고 있었다. 폴 존슨은 트로츠키가 스탈린 대신 최고 권력을 잡았다면 스탈린보다 더 많은 사람을 죽였을 것이라고 평가했다.

#### 폭력 노선에 대한 반대
1922년 트로츠키는 당의 제2서열이자 후계자 직위인 소비에트 인민위원회 부의장을 맡으라는 레닌의 권유를 사양한다. 이 무렵 레닌은 스탈린을 축출하고 집단지도체제를 구축하라는 유언을 남긴다. 1923년 트로츠키는 적백내전 당시에 쌓아놓은 붉은 군대 내 인맥들이 많았는데, 이 때문에 몇몇 군 고위 장성들로부터 스탈린을 몰아내고 당내 민주주의를 회복하는 군부 쿠데타를 일으키자는 제안을 받지만, 인민의 지지를 받지못하는 비합법적 쿠데타 수단을 사용할 수는 없다며 이를 거절한다.
1924년 레닌이 사망한 뒤, 트로츠키와 스탈린은 당의 노선을 두고 본격적으로 대립한다. 트로츠키는 중공업 노선을 위주로 한 세계 공산주의 혁명을 동반한 영구혁명론을 주장했고, 스탈린은 경공업을 위주로 한 정책과, 서구에서 혁명이 일어나지 않고서도 사회주의를 건설할 수 있다라는 ‘일국사회주의론’을 주장했다. 그러나 스탈린도 트로츠키의 중공업 노선이 더 바람직하다는 것을 느껴, 경공업 노선을 폐지하고 중공업 노선을 확고히했다. 소련의 지식인들 대다수는 레온 트로츠키의 영구혁명론을 지지했으나, 스탈린의 일국사회주의론은 소련 인민계층 대다수가 지지하게 되었다. 때문에 권력 투쟁에서의 우위는 스탈린이 쥐게 되었고, 스탈린은 10월 혁명 당시 트로츠키의 역할을 축소 왜곡하고 트로츠키주의를 레닌주의에 적대적인 사상이라고 비판하는 등 갖은 날조와 중상으로 트로츠키를 고립시킨다.
결국 1927년 트로츠키는 당에서 제명당하고 1929년 국외로 추방된다.

### 망명과 죽음
트로츠키는 터키, 프랑스, 노르웨이, 멕시코, 빈 등지를 떠돌며, 끝까지 스탈린의 탄압에 굴복하지 않고 반(反) 스탈린주의 투쟁을 벌인다. 이 시기 그는 <나의 생애>(1930년), <러시아 혁명사>(1931년), <스탈린주의 날조학>(1932년), <배반당한 혁명>(1936년)을 잇달아 발표한다.
특히 트로츠키 최후의 명저라 불리는 <배반당한 혁명>(1936년)은 소련 인민의 정치혁명을 선동하는 내용으로 이에 경악한 스탈린은 트로츠키주의를 완전히 절멸시키기로 결심한다.
그는 또한 강연과 칼럼을 통해 이오시프 스탈린의 우상화와 폭력성, 다른 사상이나 의견을 수용할줄 모르는 편협성을 지적하였고, 그의 사상이나 정치 활동이 마르크스주의의 인간본위의 정신에 어긋난다고 비판하였다. 또한 곳곳에 설치된 스탈린을 기념하는 상징물과 찬양 작품 등의 스탈린의 개인 우상화 역시 비판하였다.
1936년부터 시작된 스탈린의 대대적인 대숙청으로 가족과 거의 대부분 측근을 차례로 잃은 트로츠키는 해외로 도피와 망명을 거듭했으나 로버트 하트란 미국인에 의한 암살 미수 사건을 겪고 1940년부터는 멕시코에서 생활하였으며, 멕시코의 유명한 화가이자, 공산주의자였던 프리다 칼로와 그녀의 남편인 디에고 리베라의 도움으로 그녀의 집에서 숨어지냈다. 그러나 그해 8월 21일에 트로츠키는 스탈린의 지령을 받은 것으로 추정되는 멕시코의 스탈린주의자인 라몬 메르카데르에 의해 등산용 피켈(암벽등산용 곡괭이)에 머리를 찔려 암살당했다.
그때 즈음, 이미 죽음을 예감한 트로츠키는 1940년 2월 27일에 유언장을 작성하였다.
| “ | 의식을 깨친 이래 43년의 생애를 나는 혁명가로 살아왔다. 특히 그 중 42년 동안은 마르크스주의의 기치 아래 투쟁해 왔다. 내가 다시 새로 시작할 수만 있다면 이런저런 실수들을 피하려고 노력할 것은 물론이지만, 내 인생의 큰 줄기는 바뀌지 않을 것이다. 나는 프롤레타리아 혁명가요, 마르크스주의자이며, 변증법적 유물론자다. 결국 나는 화해할 수 없는 무신론자로 죽을 것이다. 인류의 공산주의적 미래에 대한 내 신념은 조금도 식지 않았으며, 오히려 오늘날 그것은 내 젊은 시절보다 더욱 확고해졌다. 방금 전 나타샤가 마당을 질러와 창문을 활짝 열어주었기에, 공기가 훨씬 자유롭게 내 방안을 들어오게 됐다. 벽 아래로 빛나는 연초록 잔디밭과 벽 위로는 투명하게 푸른 하늘, 그리고 모든 것을 비추는 햇살이 보인다. 인생은 아름다워라! 훗날의 세대들이 모든 악과 억압과 폭력에서 벗어나 삶을 마음껏 향유하게 하자! | ” |
|   | — 1940년 2월 27일 , 멕시코 코요아칸에서, 레온 트로츠키 |   |

## 사후
그가 권력을 잃은 후부터 죽은 이후 공산국가에서는 '트로츠키주의자'라는 말은 곧 공산주의자들 사이에서 '수정주의자', '반동주의자'를 의미하는 가장 심한 욕이자 한번 얻으면 평생을 따라다니는 꼬리표가 되었다고 한다. 왜냐하면, 국제적 냉전 구도의 폐해가 현지인들의 생사를 가늠할만큼 심각하였으며, 공산당 일당 체제가 대중주의에 의존하는 정도가 심해질수록, 대중의 '견강부회' 정도도 역시 심해지는 혼란스러운 상황이었기 때문이다. 더 거슬러 올라가 본다면, 볼세비키 집권 이후, NKVD의 숙청에 의해서 처형된 종교인, 내국인, 이민족 구성원의 희생자수가 1200만명이라는 추정치가 존재하는만큼, 공산당의 관료주의 역시, 마땅한 '자아 비판' 능력을 상실하였음을 방증하는 사실이 존재하기 때문이다.
미하일 고르바초프 시대에 들어 그리고리 지노비예프, 레프 카메네프, 니콜라이 부하린 등 과거의 고참 볼셰비키들이 복권되는 과정에서도 트로츠키는 결국 복권되지 못하였으며 중화인민공화국이나 북한 등에서도 '뜨로쯔키주의자'라는 표현은 '종파주의자'라는 등 심한 욕설로 사용되었다고 한다.

### 사후 저서 출판
레온 트로츠키의 최후의 저서 《배반당한 혁명》은 미국 하퍼스 출판사에서 출판했다. 트로츠키가 스탈린의 자객 라몬 메르카데르에게 암살당할 당시 그의 책상에는 교정을 마친 교정쇄가 있었는데, 그의 지지자들에 의해 곧바로 하퍼스 출판사에 배달되었다.
당시 카스 캔필드 편집장은 미국이 독일과 전쟁을 벌일 것을 내다보고 출판을 미루었다. 미국이 독일과의 전쟁에서 이기려면 소련의 도움을 받아야 했던 것이다. 그래서 제2차 세계대전이 끝날때까지 트로츠키의 원고를 금고에 보관하였으며, 이미 인쇄한 트로츠키의 책들도 서점에 깔지 않고, 서고에 보관하였다.

## 저서
- <나의 생애>(1930)
- <러시아 혁명사>(1931)
- <스탈린주의 날조학>(1932)
- <배반당한 혁명>(1936)

## 같이 보기
| - 공산주의 - 사회주의 - 러시아 혁명 - 러시아 2월 혁명, 10월 혁명 - 트로츠키주의 - 영구혁명론 - 국제 볼셰비키 그룹 - 블라디미르 레닌 - 이오시프 스탈린 - 알렉산드라 콜론타이 - 베니토 무솔리니 - 러시아 사회민주노동당 - 볼세비키 - 멘셰비키 | - 유물론 - 변증법 - 카를 마르크스 - 프리드리히 엥겔스 - 프리드리히 니체 - 에른스트 헤겔 - 에두아르 베른슈타인 - 개량주의 - 사회민주주의 - 마르크스-레닌주의 |